# Катомпа Мвумпа, Силас
Сила́с Катомпа́ Мвумпа́ (фр. Silas Katompa Mvumpa; родился 6 октября 1998), ранее известный под именем Силас Вамангитука Фунду (фр. Silas Wamangituka Fundu) — конголезский футболист, правый полузащитник «Штутгарта» и сборной ДР Конго.

## Футбольная карьера
Уроженец Киншасы, Силас начал футбольную карьеру в молодёжной команде местного клуба «Олимпик Матете». В 2017 году перешёл во французский клуб «Олимпик Алес». Год спустя стал игроком клуба «Париж». 31 августа 2018 года дебютировал в основном составе «Парижа» в матче французской Лиги 2 против «Труа».
13 августа 2019 года перешёл в «Штутгарт», подписав с немецким клубом пятилетний контракт. 23 августа того же года дебютировал за «Штутгарт» в матче Второй Бундеслиги против «Эрцгебирге». В сезоне 2019/20 помог «Штутгарту» занять второе место во Второй Бундеслиге, сыграв за команду 29 матчей и забив 7 мячей в этом турнире. 19 сентября 2020 года дебютировал в немецкой Бундеслиге в матче против «Фрайбурга», отличившись забитым мячом. В декабре 2020 года сделал два «дубля» в двух подряд матчах Бундеслиги — против «Вердера» 6 декабря и дортмундской «Боруссии» 12 декабря. В сезоне 2020/21 получил травму крестообразных связок. Выйдя на поле в сезоне 2021/22 лишь 26 ноября 2021 года, позднее получив травму плеча 19 февраля 2022 года, провёл за весь сезон 9 игр во всех турнирах не совершив результативных действий.
3 сентября 2024 года он начал играть в сербском клубе «Црвена звезда» на правах аренды из «Штутгарт».

## Раскрытие настоящего имени и возраста
8 июня 2021 в немецкой прессе появились сообщения о том, что настоящее имя футболиста, выступавшего как Силас Вамангитука, — Силас Катомпа Мвумпа. Также было объявлено, что он родился в 1998 году, а не в 1999 году, как считалось ранее. Футбольный клуб «Штутгарт» обвинил в обмане бывшего агента игрока.

## Достижения

### Командные
«Црвена Звезда»
- Чемпион Сербии: 2024/25

### Личные
- «Новичок месяца» немецкой Бундеслиги (Bundesliga Rookie of the Month): ноябрь 2020, декабрь 2020, февраль 2021[13]